# Eric Leman
Eric Leman (Ledegem, 17 juli 1946) is een Belgisch voormalig wielrenner. Leman is samen met Achiel Buysse, Fiorenzo Magni, Johan Museeuw, Tom Boonen, Fabian Cancellara  en Mathieu van der Poel recordhouder van het aantal overwinningen in de Ronde van Vlaanderen. Hij won Vlaanderens Mooiste drie keer: in 1970, 1972 en 1973. Hij won in zijn loopbaan ook vijf ritten in de Ronde van Frankrijk. In 2010 werd hij benoemd tot ereburger van de gemeente Ledegem.

## Maart 1971: fatale ongelukken
Op 15 maart 1971 botste Lemans ploeggenoot Jean-Pierre Monseré, zijn maatje 'Jempi' met wie Leman al sinds zijn jeugd koerste, tijdens de Grote Jaarmarktprijs van Retie tegen een auto. Hij was op slag dood. Leman was met een ander deel van de Flandriaploeg in Frankrijk en hoorde het nieuws tegen de avond, in Saint-Rémy-de-Provence, na de vijfde rit van Parijs-Nice.
Op 28 maart 1971 raakte Leman op de A14 (toen de E3) bij Lokeren betrokken bij een ernstig auto-ongeluk. Onderweg naar de Amstel Gold Race reed hij in een mistbank achterop de auto van zijn ploegmaten Roger en Erik De Vlaeminck en hun vader, die plotseling moest remmen voor een botsing. Zijn 21-jarige vrouw Marie-Louise Leman-Pauwels vloog door de voorruit en liep door een ongelukkige samenloop een dodelijke bloeding op. Hijzelf raakte slechts licht gewond; ook zijn zusje en de inzittenden van de andere wagen hadden geen ernstige kwetsuren. De zus van Leman trok in dat jaar bij hem in om mede voor de twee dochtertjes te zorgen. Later hertrouwde hij.
Leman besloot dat hij de gebeurtenissen het beste kon verwerken door verder te gaan met koersen, mede op aanraden van zijn ploegleider Briek Schotte: “Ge zou beter weer koersen.” Anders zit je thuis toch maar te peinzen. Een week na de dood van zijn vrouw werd hij 24e in de Ronde van Vlaanderen van 1971, maar hij won drie ritten in de Tour de France 1971. “Uiteindelijk is het op sportief vlak nog een van mijn beste jaren geworden” […] “Ja, jong, hoe leg je dat uit? Ik weet dat ook niet.”

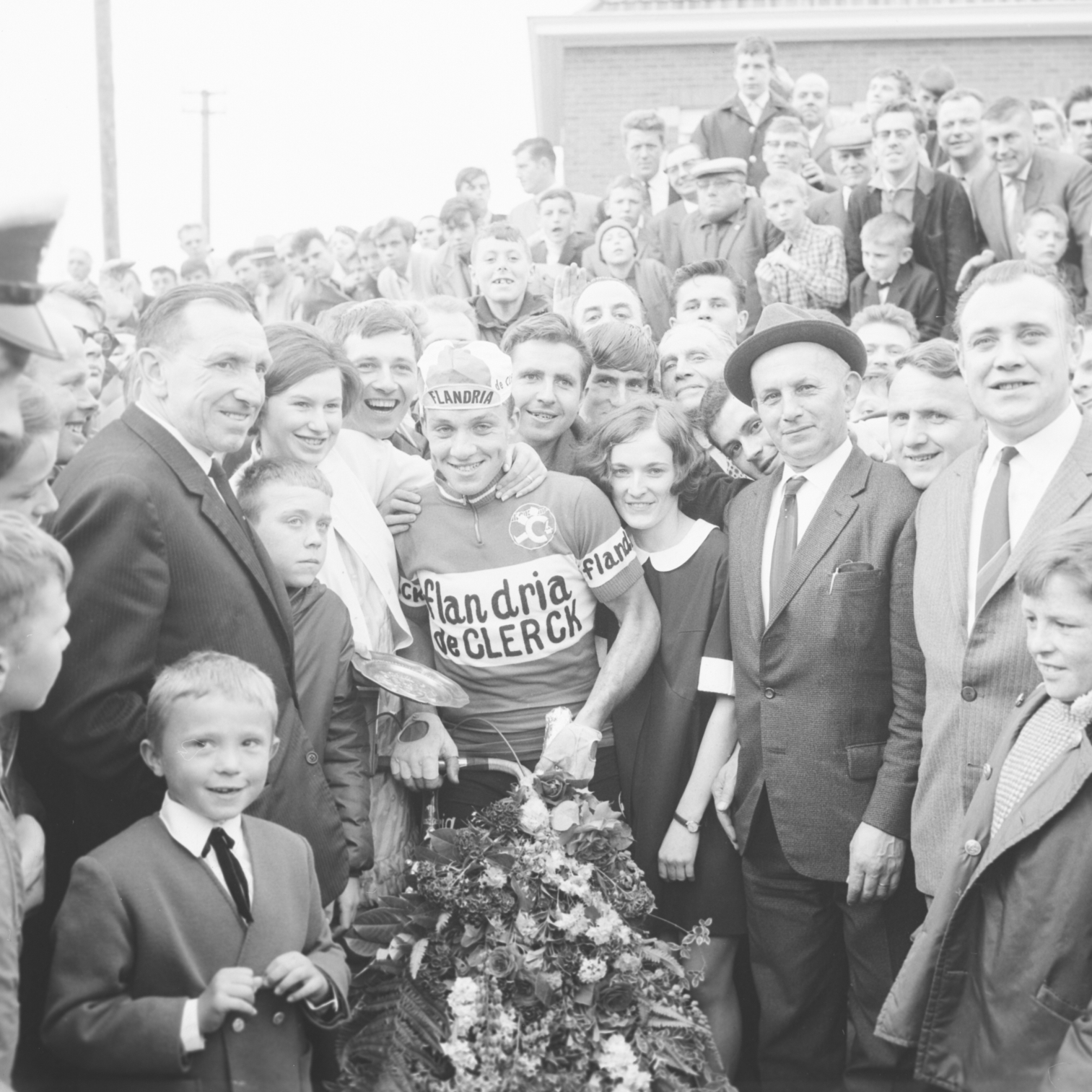
Eric Leman na zijn overwinning in Gullegem Koerse (1968) in Gullegem.

## Belangrijkste overwinningen
1968
Kuurne-Brussel-Kuurne
2e etappe Vierdaagse van Duinkerke
Porto-Lissabon
Gullegem Koerse
21e etappe Ronde van Frankrijk
1969
3e etappe Ronde van Frankrijk
Dwars door Vlaanderen
1e etappe Ruta del Sol
2e etappe Ruta del Sol
5e etappe Ruta del Sol
7e etappe Ruta del Sol
3e etappe deel A Parijs-Nice
1970
GP Briek Schotte
Ronde van Vlaanderen
1e etappe deel B Ruta del Sol
3e etappe Ruta del Sol
4e etappe Parijs-Nice
Proloog Ronde van België
1971
1e etappe deel B Ronde van Frankrijk
6e etappe deel A Ronde van Frankrijk
7e etappe Ronde van Frankrijk
Kampioenschap van Vlaanderen-Koolskamp
Omloop Mandel-Leie-Schelde
Omloop der Vlaamse Ardennen
Proloog deel B Ruta del Sol
2e etappe Ruta del Sol
1e etappe Parijs-Nice
2e etappe deel A Parijs-Nice
4e etappe Parijs-Nice
Gullegem Koerse
Driedaagse van West-Vlaanderen
1972
Ronde van Vlaanderen
1e etappe Parijs-Nice
3e etappe Parijs-Nice
2e etappe Ronde van België
1973
Ronde van Vlaanderen
2e etappe deel B Parijs-Nice
1974
4e etappe Parijs-Nice
1975
1e etappe Parijs-Nice
1976
Omloop van Midden-Vlaanderen

## Resultaten in voornaamste wedstrijden
| Jaar | Ronde van Italië | Ronde van Frankrijk | Ronde van Spanje |
| ---- | ---------------- | ------------------- | ---------------- |
| 1968 |                  | 52e (1)             |                  |
| 1969 |                  | 79e (1)             |                  |
| 1970 |                  | opgave              |                  |
| 1971 |                  | 91e (3)             |                  |
| 1972 |                  |                     |                  |
| 1973 |                  |                     | 55e              |
| 1974 |                  | opgave              | 22e (1)          |
| 1975 |                  |                     | opgave           |
| 1976 |                  |                     | opgave           |
| 1977 |                  |                     |                  |

| Jaar | Milaan-San Remo | Gent-Wevelgem | Ronde van Vlaanderen | Parijs-Roubaix | Amstel Gold Race | Luik-Bast.‑Luik | Waalse Pijl | Parijs-Tours | Omloop Het Volk |  | WK op de weg |  | Wereldranglijsten |
| ---- | --------------- | ------------- | -------------------- | -------------- | ---------------- | --------------- | ----------- | ------------ | --------------- |  | ------------ |  | ----------------- |
| 1968 | 19e             | 86e           | 40e                  | 36e            | 18e              |                 |             | Brons        |                 |  |              |  |                   |
| 1969 | 9e              | 4e            | 22e                  |                | 4e               | 4e              | Brons       | 61e          | 6e              |  | 44e          |  |                   |
| 1970 | ↑               | 13e           | ↑                    | ↑              | 4e               |                 |             |              | 12e             |  |              |  | 4e (SPP)          |
| 1971 |                 |               | 24e                  | 6e             |                  |                 | 20e         |              | 28e             |  | 17e          |  |                   |
| 1972 | 45e             |               | ↑                    |                |                  |                 | 27e         |              |                 |  |              |  | 17e (SPP)         |
| 1973 | 13e             | 7e            | ↑                    |                |                  |                 | 41e         | 4e           | 7e              |  |              |  | 12e (SPP)         |
| 1974 | Zilver          | 5e            | 4e                   | 5e             |                  |                 | 4e          | 4e           | 11e             |  |              |  | 9e (SPP)          |
| 1975 |                 |               |                      | 26e            |                  |                 |             |              |                 |  |              |  |                   |
| 1976 |                 |               | 7e                   | 21e            |                  |                 |             |              | 12e             |  |              |  |                   |
| 1977 |                 |               |                      |                |                  |                 | 25e         | 13e          | 9e              |  |              |  |                   |